# Notchシグナリング

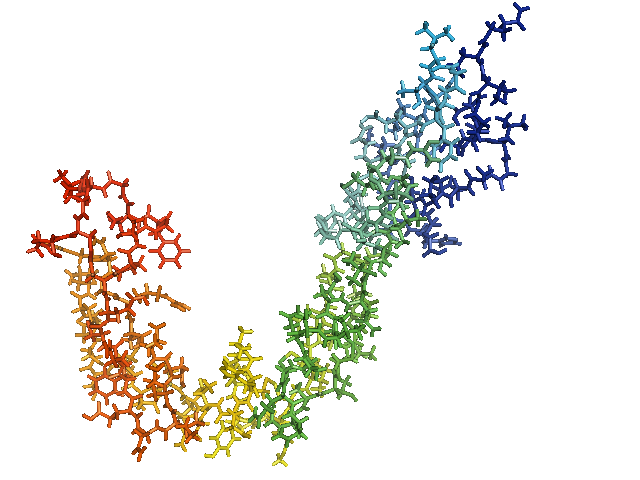
NOTCH-1 receptor

Notchシグナリング（ノッチシグナリング）もしくはNotch経路（ノッチけいろ、Notch pathway）は神経、造血、血管、体節などの様々な分化過程に関係する、ヒトを含め脊椎動物から節足動物まで多くの後生動物でよく保存された遺伝子調節（シグナル伝達）経路である。
NotchカスケードはNotchとNotch受容体、それと核へNotchシグナルを伝える細胞内タンパク質から成る。Notch/Lin-12/Glp-1受容体ファミリーはショウジョウバエとC.elegansの発生で細胞運命の特異化に関連していることが判明した。
哺乳類においては現在5種類のリガンドと4種類の受容体が発見されている。Notchの受容体は一回膜貫通型受容体である。Notchの受容体にリガンドが結合すると細胞表面のNotchタンパクはあるプロテアーゼに切断されて、細胞内ドメインが細胞質へ遊離して核内のCBF1と結合することで、標的遺伝子の転写活性が行なわれる。
興味深いことに、Notchシグナリング経路は青春期に達すると新しい細胞の成長を抑制し、成人では神経ネットワークを安定にする。

## 発見
1914年、John S.Dexterがキイロショウジョウバエの羽にnotch(羽の“切欠け”)が出現することを報告した。
その遺伝子はトーマス・ハント・モーガンにより1917年に劣性の対立形質として特定され、遺伝子産物の生化学的な解析や遺伝子の配列解析は1980年代にSpyros Artvanis-Tsakonas と Michael W. Youngによって独立に行われた。

## 仕組み
Notch 受容体は細胞膜を貫通しており細胞外ドメインと細胞内ドメインとに分かれている。
リガンドタンパクが細胞外ドメインに結合することでタンパク質分解酵素が活性化され細胞内ドメインの切断が起こる。
その千切れた細胞内ドメインそのものが核へ移行し遺伝子発現を調節する。
受容体とリガンドとの相互作用は一般的に細胞間での接触により引き起こされ、その作用は細胞集団の構成に大いに役立つ。
たとえば一つの細胞がある性質を発現した場合、Notchシグナリングを介し、近隣細胞においてその発現は抑えられることとなる。
このようにして細胞集団は互いに影響し合い大きな構造を形成する。したがってこの側抑制の仕組みはNotchシグナリングの鍵と言える。
細胞内ドメインが核へ移行しNotchシグナリングを伝達するのと同様に、Notchシグナリングの伝達にはNotchとそのリガンドによっても構成される。

## 機能
Notchシグナリング経路は細胞間情報伝達において非常に重要であり、
その経路は発生や恒常性の維持のための細胞分化のための遺伝子制御を担う。
Notchシグナリング経路は同様に以下のような過程において重要な役割を果たしている。
- 神経細胞の機能と発生
- 血管内皮細胞の運命に対する安定性と血管新生
- 心臓弁の発生と分化、およびその維持
- すい臓の内分泌腺あるいは外分泌腺への特定化
- 消化管における杯細胞あるいは吸収上皮への特定化
- 骨髄における造血幹細胞が生育するコンパートメントの拡大、および破骨細胞系への特定化
- ヘッジホッグおよびSclシグナルに沿った血液産生性の血管内皮細胞の広がり
- リンパ系前駆細胞からのT細胞系への特定化
- いくつかの異なる発生段階における乳腺の細胞運命決定の制御
- Ablチロシンキナーゼを介したアクチン細胞骨格の調節などといったいくつかの遺伝子に関係しない過程

Notchシグナリングは多くのがん細胞において調節がうまくいっておらず、
誤ったNotchシグナリングはT細胞性急性リンパ球白血病、遺伝性脳小血管病、多発性硬化症、ファロー四徴症、アランジール症候群などといった
いくつもの難病を引き起こすことを示唆している。
Notchシグナリングの抑制はT細胞性急性リンパ球白血病において増殖を抑えることとなることが培養細胞、およびマウスモデルによって明らかにされている。
間葉系幹細胞においてNotch発現を抑え、分化を阻害するRex1というタンパクも同様に発見されている。